# (5324) Lyapunov
(5324) Lyapunov ist ein Asteroid des Amor-Typs, der am 22. September 1987 von der russisch-ukrainischen Astronomin Ljudmila Georgijewna Karatschkina am Krim-Observatorium in Nautschnyj entdeckt wurde.
Der Asteroid ist nach dem russischen Mathematiker und Physiker Alexander Michailowitsch Ljapunow (1857–1918) benannt.